# Aphanipathidae
Aphanipathidae (Opresko, 2004) è una famiglia di coralli antipatari della sottoclasse degli Esacoralli..

## Descrizione
La famiglia Aphanipathidae è stata costituita nel 2004 all'interno dell'ordine degli Antipatharia a seguito degli studi del ricercatore americano dello Smithsonian Institution Dennis Opresko. La famiglia è caratterizzata da spine alte, coniche, o cilindriche, che di solito sono coperte in una certa misura da piccoli tubercoli (si verificano spine lisce in alcune specie) e da polipi che hanno un diametro trasversale di 0,5-1,3 mm e presentano piccoli tentacoli quasi uguali. Corallum irregolarmente folto o flabellato. Stelo e rami semplici o pennati. Pinnule, quando presenti, di solito senza sottospinnuli (raramente con pinnule secondarie semplici che si verificano casualmente). La famiglia è divisa in due sottofamiglie (Acanthopathinae e Aphanipathinae) che si differenziano per sviluppo relativo di spine polipari.
Nelle Acanthopathinae le spine polipari sono anisomorfe, con le spine circumpolipari più grandi delle spine interpolipari e le spine ipostomali solitamente ridotte o assenti. I generi sono riconosciuti sulla base delle caratteristiche morfologiche del corallum.
Nelle Aphanipathinae le spine polipari non quasi uguali. Anche qui i generi sono riconosciuti sulla base della morfologia del corallum.

## Biologia
Al pari degli altri antipatari le specie di questa famiglia sono sempre state considerate azooxantellate, cioè prive di zooxantelle endosimbionti. Recenti studi hanno permesso di dimostrare, almeno in alcune specie, la presenza di zooxantelle del genere Symbiodinium.

## Distribuzione e habitat
Le specie di questa famiglia sono distribuite su tutti gli oceani, la maggior parte a profondità comprese tra circa 20 e 1 000 m.

## Tassonomia
Secondo il World Register of Marine Species (WORMS), la famiglia è composta da due sottofamiglie e 9 generi:
- Sottofamiglia Acanthopathinae:
  - Acanthopathes. Opresko, 2004
  - Distichopathes Opresko, 2004
  - Elatopathes. Opresko, 2004
  - Rhipidipathes. Milne Edwards & Haime, 1857
- Sottofamiglia Aphanipathinae:
  - Aphanipathes. Brook, 1889
  - Asteriopathes. Opresko, 2004
  - Phanopathes. Opresko, 2004
  - Pteridopathes. Opresko, 2004
  - Tetrapathes. Opresko, 2004

L'analisi filogenetica dei dati di sequenziamento del DNA suggerisce che la famiglia non sia monofiletica.